# Franz Schlegelberger
Franz Schlegelberger, né le 23 octobre 1876 à Königsberg (Empire allemand) et mort le 14 décembre 1970 Flensbourg (RFA), est un homme politique allemand. Membre du NSDAP, il est ministre de la Justice entre 1941 et 1942.

## Biographie
Né dans une famille protestante de représentants de commerce dans le secteur céréalier de Königsberg, il fait des études de droit de 1894 à 1896 à Berlin. En décembre 1899, il devient docteur en droit. Deux années plus tard, il est nommé assesseur au tribunal régional de Königsberg et, en mars 1902, il est promu juge assistant à la Cour d'état de Konigsberg (de). Le 16 septembre 1904, il devient juge au tribunal de grande instance de Lyck (de), en Mazurie. Il rejoint le tribunal de grande instance de Berlin (de) début mai 1908. De 1914 à 1918, il siège au « Kammergerichtsrat » (conseil de la chambre d'appel) à Berlin puis il intègre l'administration centrale de la Justice du Reich en avril 1918. En octobre 1931, il est nommé secrétaire d'État auprès du ministre du Reich à la Justice Curt Joël. Le 30 janvier 1938, il adhère au NSDAP sur injonction d'Adolf Hitler[réf. nécessaire].
À la mort de Franz Gürtner, ministre du Reich à la Justice, Franz Schlegelberger le remplace à ce poste de 1941 jusqu'en août 1942, à la nomination d'Otto Thierack. Pendant son mandat, le nombre des condamnations à mort grimpe rapidement. Il est invité le 29 novembre 1941 par Reinhard Heydrich à la  Conférence de Wannsee qui devait se tenir originellement le 9 décembre 1941 au 10 Am Kleinen Wannsee, siège de la Commission internationale de la police de lutte contre la criminalité. Il est remplacé par Roland Freisler le 20 janvier 1942 à la villa Marlier, au 56-58 am Grossen Wannsee.
Il rédige avec Roland Freisler la « Polen-strafrechtsverordnung », une disposition pénale d'exception dirigée contre les Polonais. Il écrit le 5 avril 1942 une lettre à Hans Lammers, chef de la chancellerie du Reich, sur la Solution finale de la question juive, lettre dans laquelle il approuve que les Juifs et descendants de mariages mixtes du premier degré soient exterminés mais défend l'idée que les descendants de mariages mixtes du second degré soient stérilisés. Si ces derniers refusent la stérilisation ils devaient être traités comme les premiers et déportés dans le cadre de la Solution finale.
Pour son départ du ministère, Adolf Hitler lui accorde une dotation de 100 000 Reichmark avec lequel il achète en 1944 une vaste propriété rurale.
Au procès de Nuremberg, en 1947, il est condamné à la prison à vie pour participation à des crimes de guerre et crimes contre l'humanité. En 1950, il est gracié et libéré pour raisons médicales puis s'installe à Flensbourg, où il réside jusqu'à sa mort, le 14 décembre 1970.

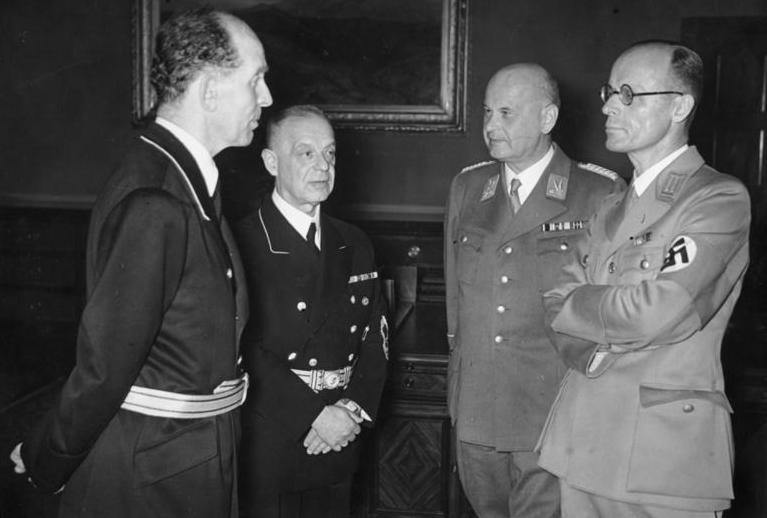
Rassemblement de plusieurs personnalités du système juridique du Troisième Reich en août 1942. De gauche à droite : Roland Freisler, Franz Schlegelberger, Otto Georg Thierack et Curt Rothenberger.

### Ouvrages
- Das Landarbeiterrecht. Darstellung des privaten und öffentlichen Rechts der Landarbeiter in Preußen., Berlin., C. Heymann 1907.
- Kriegsbuch. Die Kriegsgesetze mit der amtlichen Begründung und der gesamten Rechtsprechung und Rechtslehre, Sämtliche Kriegsgesetze und Kriegsverordnungen des Bundesrats und des Reichskanzlers und amtliche Begründung nebst den wesentlichsten Ausführungsbestimmungen sowie der gesamte Stoff, der durch Rechtsprechung und Rechtslehre beigebracht ist. Systematische Ordnung: Sonderrecht der Kriegsteilnehmer, Geltendmachung von Ansprüchen während der Kriegszeit, Finanzgesetze, Vergeltungsmaßregeln, Heeresversorgung, Verkehrsbeschränkungen, etc. -Berlin, Vahlen 1918 (mit Georg Güthe)
- Freiwillige Gerichtsbarkeit, Heft 43, Berlin 1935 Industrieverlag Spaeth & Linde 22 Seiten, Aus der Studienanweisung am Anfang der Sammlung: „Die Aufgabe dieses Werkes besteht darin, den deutschen Beamten Sinn und Wesen des nationalsozialistischen Staates nahe zu bringen und ihm praktisch dabei zu helfen, seine vielseitigen Obliegenheiten und Pflichten aus nationalsozialistischem Geist heraus zu erfüllen. Das Werk will nicht nur gelesen, sondern Seite für Seite, Kapitel für Kapitel durchgearbeitet werden, so daß sein Inhalt ganz in den geistigen und gefühlsmäßigen Besitz dessen übergeht, der sich diesem Studium unterzieht.“ – Aus dem Geleitwort von Reichsinnenminister Wilhelm Frick: „Das Werk hat, wie mir berichtet wird, bei den deutschen Beamten und Behördenangestellten vollen Anklang gefunden und ist von allen Seiten mit Recht als ein hervorragendes Schulungsmittel bezeichnet worden. Ich wünsche dem Werk, das eine große Anzahl führender Parteigenossen zu seinen Mitarbeitern zählt und deshalb besonders geeignet ist, den Beamten und Behördenangestellten das nationalsozialistische Gedankengut über die Grundlagen, den Aufbau und die Wirtschaftsordnung des Dritten Reiches zu vermitteln, auch für den bevorstehenden Neudruck vollen Erfolg.“ – Aus dem Geleitwort von Albert Forster (Staatsrat, Gauleiter von Danzig, Leiter der Reichsberufsgruppen in der Deutschen Arbeitsfront): „Das vorliegende Werk für den deutschen Beamten ist auch für die deutschen Behördenangestellten von größter Bedeutung. Sie spielen neben den Beamten in allen Zweigen der Verwaltung eine nicht unbedeutende Rolle. Im Zeitalter des Liberalismus, in dem Standesdünkel und Klassenkampf an der Tagesordnung waren, ist immer versucht worden, Gegensätze zwischen Beamten und Behördenangestellten künstlich zu schaffen. Der nationalsozialistische Staat hat durch die Schaffung der Volksgemeinschaft auch diesem Unfug ein Ende bereitet.“
- Gesetz über die Aufwertung von Hypotheken und anderen Ansprüchen vom 16. Juli 1925, Berlin, Dahlen, 1925. (Mitautor: Rudolf Harmening)
- Zur Rationalisierung der Gesetzgebung., Berlin, Vlg. Franz Vahlen, 1928
- Jahrbuch des Deutschen Rechtes., mit Leo Sternberg, 26. Jahrgang, Bericht über das Jahr 1927, Vahlen, Berlin, 1928
- Das Recht der Neuzeit. Ein Führer durch das geltende Recht des Reichs und Preußens seit 1914 mit Werner Hoche, Berlin: Franz Vahlen 1932.
- Rechtsvergleichendes Handwörterbuch für das Zivil- und Handelsrecht des In- und Auslandes - 4. Bd.: Gütergemeinschaft auf Todesfall - Kindschaftsrecht, Berlin Franz Vahlen, 1933
- Die Zinssenkung nach der Verordnung des Reichspräsidenten vom 8. Dezember 1931, Mit einer Einführung und kurzen Erläuterungen von Dr Dr F. Schlegelberger, Staatssekretär im Reichsjustizministerium, Franz von Dahlen, Berlin 1932
- Das Recht der Neuzeit. Vom Weltkrieg zum nationalsozialistischen Staat. Ein Führer durch das geltende Recht des Reichs und Preußens von 1914 bis 1934., Berlin: Franz Vahlen 1934.
- Gesetz über die Angelegenheiten der freiwilligen Gerichtsbarkeit, Köln, Heymanns 1952.
- Das Recht der Gegenwart. Ein Führer durch das in Deutschland geltende Recht als Herausgeber, Berlin und Frankfurt a. M., Franz Vahlen Verlag 1955
- Seehandelsrecht. Zugleich Ergänzungsband zu Schlegelberger, Kommentar zum Handelsgesetzbuch, Berlin, Vahlen, 1959.(mit Rudolf Liesecke)
- Kommentar zum Handelsgesetzbuch in der seit dem 1. Oktober 1937 geltenden Fassung (ohne Seerecht). Erläutert von Ernst Geßler, Wolfgang Hefermehl, Wolfgang Hildebrandt, Georg Schröder, Berlin, Vahlen, 1960; 1965; 1966.